# 小行星6808
小行星6808（英語：6808 Plantin）是一颗围绕太阳公转的小行星。1932年2月5日，卡尔·威廉·雷睦斯在海德堡发现了此天体。
这颗小行星的绝对星等为195.1788288593176等。